# Посёлок Садоводов
Посёлок Садоводов — посёлок в Алтайском крае России. Входит в городской округ город Барнаул. Административно подчинён Южной поселковой администрации Центрального района города Барнаул.

## География
Расположен на Западно-Сибирской равнине, на северо-востоке Приобского плато, около Барнаульского ленточного бора, примерно в 11 км к югу от центра Барнаула и фактически примыкает к посёлку Южный.

## История
Посёлок возник при садоводческих товариществах.

## Население
| 2001  | 2002  | 2003  | 2004  | 2005  | 2006  | 2007  | 2008  | 2009  | 2010  | 2011  | 2012  |
| ----- | ----- | ----- | ----- | ----- | ----- | ----- | ----- | ----- | ----- | ----- | ----- |
| 1354  | →1354 | ↘1352 | →1352 | ↘1283 | ↘1174 | ↗1486 | →1486 | ↘1384 | ↗1629 | ↗1639 | ↗1641 |
| 2013  |       |       |       |       |       |       |       |       |       |       |       |
| ↗1774 |       |       |       |       |       |       |       |       |       |       |       |

Национальный состав
Согласно результатам переписи 2002 года, в национальной структуре населения русские составляли 94 % от 1484 чел.

## Инфраструктура
Алтайский политехнический техникум, отделение №3.
Детские сады.
Основные инфраструктурные объекты находятся в соседнем посёлке Южный.

## Транспорт
Автомобильный транспорт. Остановка общественного транспорта «Школа садоводов».
Проходит на южной окраине посёлка федеральная трасса А-322, имеющая на этом участке собственное название Змеиногорский тракт.